# Jacopo Ratini
Jacopo Ratini (Roma, 17 maggio 1982) è un cantautore e scrittore italiano.

## Biografia
Dopo essersi laureato in Psicologia, nel 2007, comincia l'attività di cantautore.
Nel 2009 pubblica il suo primo EP autoprodotto dal titolo Ora che va di moda autoprodursi. Nello stesso periodo vince alcuni concorsi tra cui Musica Controcorrente, il Tour Music Fest e il Roma Music Festival.
Nel 2009 con il brano Stile anni '60 Ratini è tra i partecipanti di Sanremofestival.59, manifestazione online collegata al Festival di Sanremo 2009, nella quale accede alla seconda fase, senza riuscire ad entrare tra i primi 30. A giugno dello stesso anno vince Musicultura con la canzone Studiare, lavoro, pensione e poi muoio. Il mese successivo conquista il Premio Lunezia come miglior cantautore emergente.
A dicembre del 2009 è uno dei due vincitori di SanremoLab: ciò gli dà il diritto di partecipare al Festival di Sanremo 2010 nella sezione Giovani con il brano Su questa panchina. In concomitanza con il Festival, sotto etichetta Universal, esce il suo primo album dal titolo Ho fatto i soldi facili. Il secondo singolo estratto, dopo il brano sanremese, è Ho fatto i soldi facili.
Nel 2011 Claudia Koll lo sceglie per collaborare alla colonna sonora del suo musical Vacanze romane, ispirato all'omonimo film di William Wyler.
A dicembre dello stesso anno la sua canzone La raccolta differenziata diviene la colonna sonora dello spot per il lancio della campagna pubblicitaria sulla Raccolta differenziata, prodotta dall'Azienda Municipale Ambiente Roma Spa.
A partire da gennaio 2012 è ideatore e fondatore del Salotto Bukowski, un reading-musicale tra teatro e canzone, in cui le poesie di Charles Bukowski s'incontrano a livello tematico con gli artisti che hanno reso grande la canzone d'autore italiana.
A ottobre 2012 pubblica, per la casa editrice Edizioni Haiku, il suo primo libro di poesie e racconti Se rinasco voglio essere Yoko Ono, che viene tradotto  in lingua inglese, spagnola e francese.
Da gennaio 2013 è ideatore e fondatore de Il Club dei Narrautori, il primo Live Contest gratuito per autori di Poesie e Racconti, che mette in palio una pubblicazione editoriale.
A maggio del 2013 esce il suo secondo album Disturbi di personalità per l'etichetta Atmosferica Dischi.
A giugno 2013 riceve il Premio Note Verdi, istituito dalla Commissione Ambiente di Roma Capitale per le tematiche etico-sociali che caratterizzano le sue canzoni.
Il 9 marzo 2014 porta in scena il Reading-Musicale Charles Bukowski a 20 anni dalla sua morte da lui scritto e ideato, che riceve molti consensi all'interno dell'ambiente cultural-letterario e viene inserito, in più occasioni, nella programmazione di Caffeina Cultura, uno dei più importanti Festival Letterari italiani, al fianco di personaggi del calibro di Stefano Benni, Anna Marchesini, Francesco Guccini, Simone Cristicchi, David Grossman, Piero Pelù, Mauro Corona, Folco Terzani, Enrico Mentana.
Nello stesso anno comincia a lavorare come autore di canzoni per altri interpreti. Scrive il brano Ora che sei grande, singolo cantato da Daniele Coletta, uno dei protagonisti della sesta edizione di X Factor Italia.
A luglio dello stesso anno pubblica la favola Il Pescatore di Sogni, un'audiofiaba che riscuote molti consensi in rete e viene adottata all'interno dei programmi didattici di molte scuole dell'infanzia.
A ottobre 2014 mette in scena, al Museo Macro di Roma, Vite in Versi: il Museo delle Opere d'Arte Viventi. Uno spettacolo in cui diversi Personaggi di spicco nel campo artistico e culturale, interpretati, letti e cantati da Attori e Cantautori, vengono “installati” negli spazi all'interno del Museo e presentati al pubblico come delle Opere d'Arte Viventi.
A Gennaio del 2015 esce in anteprima esclusiva su Repubblica.it, il videoclip a disegni del suo nuovo singolo: Il colore delle idee, pubblicato da Atmosferica Dischi.
A luglio 2015 riceve il Premio Poeta Saltimbanco in memoria di Franco Califano per il valore poetico e sociale della canzone "Il Colore delle Idee".
A novembre 2015 esce, in anteprima nazionale su TgCom24, il videoclip del nuovo singolo Parlo all'Infinito (Atmosferica Dischi) che vede la partecipazione speciale dell'attore Giorgio Colangeli (David di Donatello 2007). A dicembre dello stesso anno Parlo all'Infinito vince il prestigioso Premio Roma Videoclip 2015.
Da Settembre 2015 è Direttore Artistico del Mons, uno splendido locale alle spalle di Piazza Navona, in cui fa esibire le migliori realtà artistiche della scena musicale contemporanea.
Il 2016 lo vede impegnato in concerti in giro per l’Italia e in Svizzera con una nuova band (DSM-4) e alla composizione e alla registrazione dei brani di un nuovo Album.
A novembre del 2017 viene chiamato come ospite del Tour Music Fest. Nel frattempo il Salotto Bukowski riceve sempre più consensi e viene portato in scena su palchi prestigiosi come quello di Musicultura, del Quirinetta, del MACRO fino ad arrivare, a Marzo del 2018, all’Auditorium Parco della Musica di Roma con uno splendido sold out nella Sala Petrassi.
Il 1º ottobre 2018 viene pubblicato, in anteprima su Repubblica.it, il videoclip del brano Cose che a parole non so dire, singolo che entra nella Viral 50 - Italia di Spotify e che anticipa il suo terzo Album Appunti sulla Felicità, uscito il 9 novembre 2018 per Atmosferica Dischi.
Il 28 giugno 2019 è ospite, presso la Cavea dell’Auditorium Parco della Musica di Roma, del prestigioso Retape Summer, Festival organizzato dai giornalisti Ernesto Assante e Gino Castaldo che premia le migliori realtà musicali dell’anno.
A Luglio del 2020 il suo album Appunti sulla Felicità supera i 400.000 ascolti su Spotify.
Nel 2019 crea l'Accademia del Songwriting, un'accademia didattica (online) di corsi di scrittura creativa applicata al mondo della canzone.
Il 12 Gennaio 2023 pubblica il suo nuovo singolo Non sono più io, accompagnato da un videoclip uscito in anteprima su Repubblica.it.
Il 23 Marzo 2023 esce Carta da parati, insieme ad un videoclip illustrato, girato in piano sequenza con la fotocamera di un iPhone.
Il 16 Giugno del 2023 pubblica Dormire abbracciati, insieme ad un videoclip in anteprima su Il Messaggero.it.

## Discografia

### Album
- 2010 – Ho fatto i soldi facili
- 2013 – Disturbi di personalità
- 2018 – Appunti sulla felicità

### EP
- 2009 - Ora che va di moda autoprodursi

### Singoli
- 2009 - La raccolta differenziata
- 2009 - Studiare, lavoro, pensione e poi muoio
- 2010 - Su questa panchina
- 2010 - Ho fatto i soldi facili
- 2012 - Sei distante
- 2013 - Come mai come
- 2013 - Maledetto il tempo
- 2013 - Sopra un foglio di giornale
- 2015 - Il colore delle idee
- 2015 - Parlo all'infinito
- 2018 - Cose che a parole non so dire
- 2018 - Quando meno te l'aspetti
- 2019 - Appunti sulla felicità
- 2019 - Ti ho vista sorridere ancora
- 2019 - Ti chiamerò casa
- 2023 - Non sono più io
- 2023 - Carta da parati
- 2023 - Dormire abbracciati

## Libri
- 2012 - Se rinasco voglio essere Yoko Ono, ISBN 9788898149018
- 2014 - Si vuelvo a nacer quiero ser Yoko Ono, ISBN 9781633398511